# Majosháza
Majosháza is een plaats (község) en gemeente in het Hongaarse comitaat Pest. Majosháza telt 1240 inwoners (2001).